# Olaf Kristian Birkeland
Olaf Kristian Birkeland, Kristian Birkeland ili Kristian Olaf Bernhard Birkeland (Oslo, 13. prosinca 1867. – Tokio, 15. lipnja 1917.), norveški fizičar. Istraživao Zemljino magnetsko polje i postavio teoriju nastajanja polarne svjetlosti. S norveškim inženjerom Samuelom Eydeom razvio (1903.) postupak oksidacije dušika iz zraka s pomoću električnog luka, a to je omogućilo prvu sintezu dušične kiseline u tehničkom mjerilu. Birkeland je promatrao polarnu svjetlost i primijetio je da je ona stalna i bez prekida. Zaključio je da je Zemlja stalno bombardirana "zrakama električkih čestica koje dolaze sa Sunca". Godine 1916. prvi je uspješno predvidio da "Sunčeve zrake nisu ni negativne ni pozitivne, nego i jedno i drugo". Time je objasnio da se Sunčev vjetar sastoji od negativnih elektrona i pozitivnih iona.

## Polarna svjetlost
Polarna svjetlost je svjetlosna pojava u visokim slojevima Zemljine atmosfere u obliku lukova, korona, pruga, zavjesa i raspršenih (difuznih) svijetlih ploha. Najčešće je vidljiva u polarnim krajevima, a što je udaljenost od magnetskih polova veća, to se pojavljuje rjeđe. Osim na Zemlji, opažena je i na Jupiteru i Saturnu. Lukovi polarne svjetlosti su oštro ograničeni, zrakaste ili homogene strukture, s najvišom točkom u magnetskom meridijanu. Zavjese imaju duge zrake koje se često pružaju u smjeru magnetskoga polja u obliku lepeze. Korona se pojavljuje u najsjevernijim krajevima, gdje su magnetske silnice okomite na površinu planeta. Raspršene svijetle plohe nalik su na osvijetljen oblak i mogu povremeno pulsirati, lagano povećavati i smanjivati sjaj u razdoblju od nekoliko minuta.
Polarna svjetlost u Zemljinoj atmosferi nastaje kada brze (od 300 do 1200 km/s), električki nabijene čestice (na primjer ioni, elektroni) Sunčeva vjetra uđu u Zemljino magnetsko polje pa se ubrzavajući se prema Zemljinim magnetskim polovima sudaraju s česticama zraka i pobuđuju ih na emisiju svjetlosti, najčešće na visinama između 90 i 150 kilometara. Posebno je sjajna u doba velike Sunčeve aktivnosti (pojava mnogih Sunčevih pjega i baklji).
Promatrana iz područja bližega Zemljinim polovima, polarna je svjetlost uglavnom žutozelene, a s manjih zemljopisnih širina, crvene boje. Do razlike u boji dolazi zbog različitih gustoća zraka na različitim visinama u atmosferi. Na velikim visinama, gdje je atmosfera rijetka, sudari su među molekulama zraka rijetki i kisik dvije minute nakon pobuđenja emitira crvenu svjetlost. U dubljim slojevima atmosfere (do kojih čestice Sunčeva vjetra dospijevaju putujući prema sjeveru ili jugu) događa se znatno više sudara među molekulama zraka, što dovodi do toga da, potaknut tim sudarima, Sunčevim vjetrom pobuđeni kisik emitira zelenu svjetlost. Pobuđeni dušik neovisno o visini emitira plavu i ljubičastu svjetlost.
Na sjeveru se naziva aurora borealis (sjeverna zora), prema rimskoj božici svitanja Aurori i grčkom bogu sjevernih ili sjeveroistočnih vjetrova, Boreju. Na jugu se naziva aurora australis (južna zora). 

### Birkelandova struja
Birkelandova struja je električna struja koja nastaje zbog specifičnog magnetskog polja u magnetosferi, a teče od repa magnetosfere do osunčane strane magnetosfere u jednom smjeru, te do mračne strane magnetosfere u drugom smjeru. Ta struja nastaje zbog promjena u repu magnetosfere i kada stigne do gornje atmosfere, stvara se polarna svjetlost, na južnom i sjevernom polu. 1903. ju je predvidio O. K. Birkeland, koji je vodio ekspediciju, koja je proučavala polarnu svjetlost. Otkrio je, korištenjem jednostavnog magnetnog mjernog instrumenta, da kada se pojavi polarna svjetlost, igla magnetometra mijenja smjer. To je primijetio i A. Celsius, skoro sto godina prije. To se moglo desiti samo onda ako je iznad njega u atmosferi tekla "neka struja". U to vrijeme znanstvenici su ismijavali tu ideju o postojanju "polarne struje". Kada su 1960-tih istraživačke rakete prolazile kroz polarno područje, potvrdile su mjerenjem da takve električne struje postoje, kakve je Birkeland predvidio. U njegovu čast, tada su i nazvane Birkelandove struje.